# Network Solutions
Network Solutions (abgekürzt auch NSI) ist ein US-amerikanisches Unternehmen mit Hauptsitz in Herndon (Virginia). Von September 1997 bis zur Übernahme durch VeriSign im Jahr 2000 wurden Aktien des Unternehmens an der New Yorker NASDAQ unter dem Kürzel NSOL gehandelt.
NSI wurde 1979 gegründet und beschäftigte sich zunächst mit der Entwicklung von Software. Bekannt wurde Network Solutions als erste Vergabestelle der Top-Level-Domains .com, .net und .org, die es von 1991 bis zur Akquisition durch VeriSign im Jahr 2000 innehatte. Obwohl es heute nur noch als Registrar und Webhoster fungiert, gehört das Unternehmen neben GoDaddy, Tucows und eNom weiterhin zu den größten Vertretern seiner Branche.

## Geschichte
Im Jahr 1979 wurde Network Solutions als Technologieunternehmen gegründet, das sich auf die Anwendungs- und Systemprogrammierung spezialisiert hatte. Größere Bekanntheit erreichte es jedoch erst durch die Verwaltung der Top-Level-Domains .com, .org, .mil, .gov, .edu und .net, die ihm im September 1991 von der Defense Information Systems Agency des US-Verteidigungsministeriums übertragen wurde. Zu diesem Zeitpunkt konnten Domains kostenlos angemeldet werden.
1992 bewarb sich Network Solutions als einziger Anbieter um die Weiterentwicklung des Domain Name System und unterzeichnete im darauffolgenden Jahr einen Exklusivvertrag mit der National Science Foundation für die weitere Verwaltung von .com, .net und .org. Die Top-Level-Domains .mil und .gov wurden dagegen an die US-Regierung zurückgegeben und wieder selbstständig verwaltet, wobei NSI später als Subunternehmen von Boeing den technischen Betrieb von .mil wieder übernahm. Erst im Jahr 1995 erhielt Network Solutions das Recht, Gebühren für die Vergabe von Domains zu erheben: Im ersten Jahr wurden 100 US-Dollar fällig, jedes weitere Jahr mit 50 US-Dollar berechnet. Etwa ein Drittel der Gebühren wurde an die National Science Foundation weitergereicht, was im April 1998 durch ein Bundesgericht als unzulässige Steuer qualifiziert wurde.
In der Folgezeit hat sich das Geschäft mit Domains zur wichtigsten Einnahmequelle von Network Solutions entwickelt, das Geschäft mit der Entwicklung von Software trat in den Hintergrund. Aufgrund des anhaltenden Wachstums des Internets rief die US-Regierung im Oktober 1998 die ICANN ins Leben, die sich fortan als nicht-profitorientierte oberste Organisation auch um die Vergabe von Top-Level-Domains kümmern sollte. Network Solutions erkannte die ICANN zunächst nicht an und versuchte, sein Monopol auf juristischem Weg zu verteidigen. Im September 1999 gaben NSI, ICANN und das US-Handelsministerium dann eine gütliche Einigung ihres Streits bekannt. Die Vereinbarung zwischen den Parteien sah vor, dass NSI weitgehend die Kontrolle über die wichtigsten TLDs .com, .net und .org behalten durfte.
Seine Stellung als Domain-Name-Registry verlor Network Solutions erst in Folge der Übernahme durch VeriSign. Nach der Akquisition im Jahr 2000 übertrug der Mutterkonzern das Geschäft mit der Verwaltung von Top-Level-Domains auf sich selbst und schuf mit Network Solutions einen reinen Domain-Name-Registrar, der sich wie jeder andere Anbieter auch bei einer zentralen Vergabestelle akkreditieren lassen musste. Damit wurde die Trennung von Registry und Registar durchgeführt, für die sich die ICANN stets eingesetzt hatte. Bereits 2003 veräußerte VeriSign sämtliche Anteile an Network Solutions, sie wurden von einer privaten Investorengruppe übernommen.
2011 gab Network Solutions bekannt, durch Web.com übernommen worden zu sein, zu dem auch der Registrar Register.com gehört. Zu diesem Zeitpunkt verwalteten beide Unternehmen laut Experten etwa zehn Millionen Domains. Der Kaufpreis für die Transaktion betrug laut Medienberichten 405 Millionen US-Dollar in Bar sowie geschätzte 150 Millionen in Aktien.

## Kritik
Mitte der 1990er Jahre wurde Network Solutions vorgeworfen, Domains zu zensieren. Dies wurde bekannt, als Jeff Gold versuchte, die Adresse shitakemushrooms.com anzumelden. Sein Versuch wurde technisch blockiert, obwohl die Domain shit.com zu diesem Zeitpunkt bereits vergeben war. Aufgrund des Vorfalls bestätigte das Unternehmen, dass es unerwünschte Domains anhand einer Liste verbotener Begriffe filtern würde. Die Praxis wurde fortgeführt und stand im Einklang mit den Verträgen von Network Solutions und der National Science Foundation.
Network Solutions spielte eine entscheidende Rolle bei der Entwendung der Domain sex.com. 1995 registrierte Gary Kremen die Domain bei NSI, zusammen mit anderen wertvollen Adressen wie beispielsweise auto.com, im Oktober desselben Jahres war die Adresse jedoch bereits auf einen anderen Inhaber (Stephen Cohen) übertragen worden. Kremen prozessierte daraufhin gegen Network Solutions, dessen Mutter VeriSign und die ICANN. Im Jahr 2003 stellte schließlich ein Gericht fest, Network Solutions habe in diesem Fall fahrlässig gehandelt, da es ein Schreiben von Cohen nicht näher geprüft habe. Ferner habe das Unternehmen keine Rücksicht auf die Namens- und Eigentumsrechte von Kremen genommen.
2008 geriet Network Solutions in die Kritik, nachdem das Unternehmen die Suche von Interessenten nach neuen Domains missbrauchte, um die überprüften Domains auf sich selbst zu registrieren. Ziel der Maßnahme war es offensichtlich, Interessenten dadurch zu zwingen, Network Solutions und keinen anderen Anbieter zu wählen, für den die gewünschte Domain somit technisch blockiert war. Network Solutions rechtfertigte das sogenannte Domain-Tasting dadurch, seine Kunden vor Missbrauch schützen zu wollen. Aufgrund anhaltender Proteste sah sich Network Solutions einer Sammelklage vor einem kalifornischen Gericht ausgesetzt, die im Mai 2009 gegen Zahlung einer Million US-Dollar gütlich beigelegt wurde.
Die Website des Films Fitna wurde am 23. März 2008 von Network Solutions geschlossen. Auf der Seite waren zuvor der Titel des Films „Fitna“ und der Hinweis auf die baldige Veröffentlichung zu sehen. Network Solutions erklärte nun, es habe zahlreiche Beschwerden gegeben, die zurzeit überprüft würden. Network Solutions teilte mit, die Website geschlossen zu haben, nachdem man von Geert Wilders  eine Vorabversion des Films zur Überprüfung angefordert, aber keine Antwort erhalten habe.
Leon de Winter kritisierte die Abschaltung der Seite als vorauseilende Zensur. Vonseiten deutscher Islamgegner wurde der Umstand, dass die von derselben Firma verwaltete Webseite der Hisbollah nicht gegen die Nutzungsbestimmungen verstößt, als Indiz für eine Sympathie der Firma für die Hisbollah gewertet. Network Solutions reagierte auf die Kritik mit dem Abschalten der Hisbollah-Seite.